# Баба (гора)
Баба (Баба Планина, макед. Баба или Баба Планина, Варнус, греч. Βαρνούντας) — горный массив на границе между Северной Македонией и Грецией.
Баба возвышается на городом Битола в Северной Македонии, часть массива расположена в номе Флорина. Имеется несколько вершин, наивысшая точка — пик Пелистер (2600 м); третья по высоте гора Северной Македонии после Кораба (2764 м) и Шар-Планина (2760 м). На греческой стороне юго-восточнее Лемоса находится гора Кало-Неро (Καλό Νερό ή Μπέλα Βόδα ή Μπέλα Βόντα, болг. Бела вода, 2156 м).
В северомакедонской части Бабы на склонах Пелистера образован национальный парк, где обитают многие редкие представители флоры и фауны, в том числе эндемики Балкан — сосна румелийская (Pinus peuce).
Гора упоминается как Барнунт (Βαρνούς) Полибием и Страбоном.